# Hans Candrian
Hans Candrian, né le 6 mars 1938 à Flims et mort le 9 janvier 1999 à Coire, est un bobeur suisse ayant notamment remporté une médaille aux Jeux olympiques et quatre aux championnats du monde.

## Biographie
Hans Candrian participe aux Jeux olympiques d'hiver de 1968 organisés à Grenoble en France. Il remporte le bronze en bob à quatre avec Willi Hofmann, Walter Graf et Jean Wicki dans le bob Suisse I et il est neuvième en bob à deux, également avec Wicki. Aux Jeux olympiques d'hiver de 1972, à Sapporo au Japon, il est quatrième en bob à quatre avec Erwin Juon, Gaudenz Beeli et Heinz Schenker, et septième en bob à deux avec Schenker. Candrian remporte aussi quatre médailles aux championnats du monde : le bronze en bob à deux et à quatre en 1970 à Saint-Moritz et l'argent à deux en 1973 à Lake Placid et à quatre en 1974 à Saint-Moritz.

## Palmarès

### Jeux Olympiques
- : médaillé de bronze en bob à 4 aux JO 1968.

### Championnats monde
- : médaillé d'argent en bob à 2 aux championnats monde de 1973.
- : médaillé d'argent en bob à 4 aux championnats monde de 1974.
- : médaillé de bronze en bob à 4 aux championnats monde de 1970.
- : médaillé de bronze en bob à 2 aux championnats monde de 1970.